# Louise-Marie du Palatinat
Louise-Marie du Palatinat (Marie Luise von der Plafz; le 23 juillet 1647 – 11 mars 1679) est une princesse bavaroise qui épouse Charles-Théodore de Salm, prince de Salm-Salm.

## Biographie
Elle est une arrière-petite-fille de Jacques Ier d'Angleterre et la nièce de Sophie de Hanovre. Elle et sa famille, en tant que catholiques, sont exclus de la ligne de succession au trône.
Elle est la fille aînée d'Édouard du Palatinat et son épouse, Anne de Gonzague. Elle est probablement nommée d'après la sœur de sa mère, Louise-Marie de Gonzague, reine de Pologne. Elle est la sœur d'Anne de Bavière, épouse de Henri-Jules de Bourbon-Condé et de Bénédicte-Henriette du Palatinat, épouse de Jean-Frédéric de Brunswick-Calenberg. Par son père, elle est la cousine de Georges Ier de Grande-Bretagne, de Sophie-Charlotte, reine en Prusse et d'Elisabeth-Charlotte, duchesse d'Orléans.
Le 20 mars 1671, elle épouse Charles Théodore de Salm. Ils ont quatre enfants :
- Louise de Salm (1672-?), nonne à Nancy,
- Louis-Othon de Salm (1674-1738), prince de Salm, marié en 1700 à Albertine Jeanne de Nassau-Hadamar (1679-1716),
- Louise-Apollonia de Salm (1677-1678),
- Éléonore-Christine (1678-1737), mariée en 1713 à Conrad-Albert d'Ursel (1663-1738).